# Нью-Касл (Пенсільванія)
Нью-Касл (англ. New Castle) — місто (англ. city) в США, в окрузі Лоуренс штату Пенсільванія. Населення — 21 926 осіб (2020).

## Географія
Нью-Касл розташований за координатами 40°59′44″ пн. ш. 80°20′45″ зх. д. / 40.99556° пн. ш. 80.34583° зх. д. (40.995617, -80.345807).  За даними Бюро перепису населення США в 2010 році місто мало площу 22,10 км², з яких 21,52 км² — суходіл та 0,59 км² — водойми.

## Демографія
Згідно з переписом 2010 року, у місті мешкали 23 273 особи в 9765 домогосподарствах у складі 5793 родин. Густота населення становила 1053 особи/км².  Було 11304 помешкання (511/км²).
Расовий склад населення:
| - 83,2 % — білих - 12,2 % — чорних або афроамериканців - 0,4 % — азіатів - 0,1 % — корінних американців |

До двох чи більше рас належало 3,7 %. Частка іспаномовних становила 1,6 % від усіх жителів.
За віковим діапазоном населення розподілялося таким чином: 22,6 % — особи молодші 18 років, 59,1 % — особи у віці 18—64 років, 18,3 % — особи у віці 65 років та старші. Медіана віку мешканця становила 40,8 року. На 100 осіб жіночої статі у місті припадало 90,1 чоловіків;  на 100 жінок у віці від 18 років та старших — 86,2 чоловіків також старших 18 років.
Середній дохід на одне домашнє господарство  становив 43 469 доларів США (медіана — 30 422), а середній дохід на одну сім'ю — 54 442 долари (медіана — 42 038). Медіана доходів становила 40 654 долари для чоловіків та 29 337 доларів для жінок. За межею бідності перебувало 28,0 % осіб, у тому числі 45,1 % дітей у віці до 18 років та 13,1 % осіб у віці 65 років та старших.
Цивільне працевлаштоване населення становило 8662 особи. Основні галузі зайнятості: освіта, охорона здоров'я та соціальна допомога — 27,2 %, роздрібна торгівля — 14,0 %, виробництво — 11,6 %.